# 瓦科拉夫·卡德萊茨
瓦科拉夫·卡德萊茨（1992年5月20日—）是一位捷克足球運動員，在場上的位置是前鋒。他現在效力於德國足球甲級聯賽球隊法蘭克福足球俱樂部